# 린위팅 (권투 선수)
린위팅(중국어: 林郁婷, 병음: Lín Yùtíng, 한자음: 임욱정, 1995년 12월 13일~)은 중화민국의 권투 선수이다.

## 경력
린위팅은 2018년 뉴델리에서 열린 2018년 세계 선수권 대회에서 밴텀급 선수로 출전해 금메달을 획득했으며, 이어 2018년 세계 선수권 대회에서도 메달을 획득했다.
2023년 3월 린위팅은 검사 결과 이상으로 인해 성별 검사를 통과하지 못했고 2023년 세계 선수권 대회에서 획득한 동메달을 박탈당했다. 대신 불가리아의 스베틀라나 스타네바에게 수여되었다.
2024년 7월 프랑스 파리에서 열린 2024년 하계 올림픽에 참가했으며 폴란드의 율리아 셰레메타를 꺾고 금메달을 획득했다. 린위팅이 획득한 금메달은 중화민국이 획득한 최초의 올림픽 복싱 금메달이다.
2024년 7월 29일 국제 올림픽 위원회(IOC)는 린위팅과 다른 여성 복서들이 이전 국제 복싱 협회(IBA) 대회에서의 지위에 관계없이 2024년 파리 올림픽에 모든 참가 규정을 준수했다고 발표했다. 이번 결정에서는 러시아가 주도하는 국제 복싱 협회에 IOC 사이에 현재 진행 중인 분쟁을 부각되었는데, 국제 복싱 협회는 여러 지배구조와 윤리 문제로 인해 2020년 하계 올림픽부터 올림픽 복싱 담당 조직에서 제외됐고, IOC가 올림픽 복싱 예선과 경기를 직접 감독한다.

## 같이 보기
- 역사 속의 간성
- 이만 칼리프
- 캐스터 세메냐